# Dentro di me
Dentro di me – singiel szwajcarskiej piosenkarki Barbary Berty napisany przez nią samą, wydany w 1997 roku i promujący jej debiutancki album studyjny o tym samym tytule.
W 1997 roku utwór reprezentował Szwajcarię w 43. Konkursie Piosenki Eurowizji organizowanym w Dublinie. 3 maja został zaprezentowany przez Bertę w finale widowiska i zajął ostatecznie dwudzieste drugie miejsce z pięcioma punktami na koncie

## Lista utworów
CD single
1. „Dentro di me” – 3:05
2. „D. D. No” – 5:02
3. „Arrivederci A” – 3:44